# Rzehakinoidea
Rzehakinoidea, tradicionalmente denominada Rzehakinacea, es una superfamilia de foraminíferos del suborden Schlumbergerinina y del orden Schlumbergerinida. Su rango cronoestratigráfico abarca desde el Cretácico hasta la Actualidad.

## Discusión
Clasificaciones previas incluían Rzehakinoidea en el suborden Textulariina del orden Textulariida o en el orden Lituolida. También ha sido incluido en el suborden Rzehakinina y en el orden Rzehakinida, aunque estos taxones han sido considerados sinónimos posteriores de Schlumbergerinina y Schlumbergerinida respectivamente. Muchos de sus géneros (Pseudoflintina, Ammomassilina, Spiroloculina, Agglutinella, Dentostomina, Siphonaperta, Sigmoilopsis y Ammosigmoilinella) fueron incluidos previamente en la familia Haurinidae, de la superfamilia Milioloidea, del suborden Miliolina y del orden Miliolida.

## Clasificación
Rzehakinoidea incluye a las siguientes familias:
- Familia Ammoflintinidae
- Familia Ammomassilinidae
- Familia Rzehakinidae
- Familia Schlumbergerinidae
- Familia Sigmoilopsidae
- Familia Trilocularenidae